# Sergio Luque
Sergio Luque es un compositor de música vocal, instrumental y electroacústica.
Tiene un doctorado en Composición Musical de la Universidad de Birmingham, donde estudia con Jonty Harrison y Scott Wilson, y es miembro de BEAST (Birmingham Electroacoustic Sound Theatre). Durante su doctorado, trabaja en el desarrollo de la síntesis estocástica de Iannis Xenakis y del programa BEASTmulch (una herramienta para la presentación de música electroacústica en sistemas multicanal).
En 2006, recibe una maestría en Sonología, con Mención Honorífica y Especialización en Composición, por parte del Instituto de Sonología del Real Conservatorio de La Haya, donde estudia con Paul Berg y Kees Tazelaar. En 2004, recibe una maestría en Composición del Conservatorio de Róterdam, donde estudia con Klaas de Vries y René Uijlenhoet. En 2001, recibe una licenciatura en Composición del Centro de Investigación y Estudios Musicales (CIEM, México).
Su música ha sido interpretada en Europa, América, Asia y Australia.